# 切爾諾夫策國立大學
切尔诺夫策費迪科維奇国立大学是一所位於乌克兰北布科維納切尔诺夫策的大學，1989年起以烏克蘭作家尤里·費迪科維奇命名。
大学的整体建筑被列入联合国教科文组织世界遗产列表。

## 图书馆
切尔诺夫策大学图书馆始建于1852年，当时叫做克拉約瓦图书馆，是布科維納第一座公共图书馆。2004年，切尔诺夫策大学图书馆藏书2,554,000本，其中有 1,215,000科学读物，171,000本课本，还有648,000本小说。切尔诺夫策大学的外文藏书总有376,000本，包括德语、罗马尼亚语、英语、拉丁语、波兰语、古典希腊语、法语和希伯来语、意地緒語等等。

## 備註
1. ↑  烏克蘭語羅馬化：Chernivetskyi natsionalnyi universytet imeni Yuriia Fedkovycha

## 外部連結
- chnu.edu.ua - 切尔诺夫策大学official site （页面存档备份，存于）
- 切尔诺夫策大学，乌克兰百科全书 （页面存档备份，存于）
- chnu.cv.ua - The architectural complex of Bukovian metropolitan's residence （页面存档备份，存于）